# Еглін (авіабаза)
Авіаба́за Еглін (англ. Eglin Air Force Base, (IATA: VPS, ICAO: KVPS, FAA ідент. місц.: VPS) — діюча військово-повітряна база Повітряних сил США, розташована на відстані 5 км південно-західніше міста Вальпараїсо, Флорида.
Також є переписною місцевістю (CDP) в окрузі Окалуса штату Флорида. Населення — 2274 особи (2010).

## Зміст
Авіаційна база Еглін було заснована в 1935 році, як «База Вальпараїсо для бомбардування та стрільби» й згодом отримала свою назву на честь загиблого в авіакатастрофі на A-17 підполковника Фредеріка Егліна (1891—1937). Останнім часом авіабаза підпорядковується Командуванню матеріального забезпечення Повітряних сил та є основним об'єктом інфраструктури з випробувань, іспитів, тестування й удосконалення авіаційної зброї та озброєння будь-якого типу, за винятком ядерного.

## Дислокація
На авіаційній базі Еглін за станом на 2016 рік базуються формування: Бойового Командування, Командування матеріального забезпечення та Командування освіти та тренувань Повітряних сил США, а також авіації Корпусу морської піхоти США.
Основні формування:
- 96-те випробувальне крило;
- 33-тє винищувальне крило;
  - 55-та винищувальна група (має на озброєнні 24 новітні F-35A);
  - VMFAT-501 (має на озброєнні 20 новітніх F-35B для корпусу морської піхоти);
  - VF-101 (має на озброєнні 15 новітніх F-35C);
- 53-тє крило;
- 7-ма група ССО армії

До бази приписано також 919-те крило спеціальних операцій, яке базується на аеродромі Дюк-Філд.

## Географія
Еглін розташований за координатами 30°27′38″ пн. ш. 86°33′2″ зх. д. / 30.46056° пн. ш. 86.55056° зх. д. (30,460530, –86,550540).  За даними Бюро перепису населення США, в 2010 році переписна місцевість мала площу 8,96 км², з яких 8,60 км² — суходіл та 0,37 км² — водойми. У 2017 році площа становила 8,21 км², з яких 7,84 км² — суходіл та 0,37 км² — водойми.

## Демографія
Згідно з переписом 2010 року, у переписній місцевості мешкали 2274 особи в 869 домогосподарствах у складі 588 родин. Густота населення становила 254 особи/км².  Було 1376 помешкань (154/км²).
Расовий склад населення:
| - 77,2 % — білих - 8,9 % — чорних або афроамериканців - 2,2 % — азіатів - 0,5 % — вихідців з тихоокеанських островів - 0,5 % — корінних американців - 3,0 % — осіб інших рас |

До двох чи більше рас належало 7,7 %. Частка іспаномовних становила 13,7 % від усіх жителів.
За віковим діапазоном населення розподілялося таким чином: 37,2 % — особи молодші 18 років, 49,9 % — особи у віці 18—64 років, 12,9 % — особи у віці 65 років та старші. Медіана віку мешканця становила 24,7 року. На 100 осіб жіночої статі у переписній місцевості припадало 77,1 чоловіків;  на 100 жінок у віці від 18 років та старших — 64,7 чоловіків також старших 18 років.
Середній дохід на одне домашнє господарство  становив 43 797 доларів США (медіана — 34 227), а середній дохід на одну сім'ю — 57 272 долари (медіана — 51 184). Медіана доходів становила 36 667 доларів для чоловіків та 25 938 доларів для жінок. За межею бідності перебувало 9,1 % осіб, у тому числі 11,2 % дітей у віці до 18 років та 4,4 % осіб у віці 65 років та старших.
Цивільне працевлаштоване населення становило 539 осіб. Основні галузі зайнятості: публічна адміністрація — 29,3 %, мистецтво, розваги та відпочинок — 19,1 %, освіта, охорона здоров'я та соціальна допомога — 17,8 %.

## Галерея

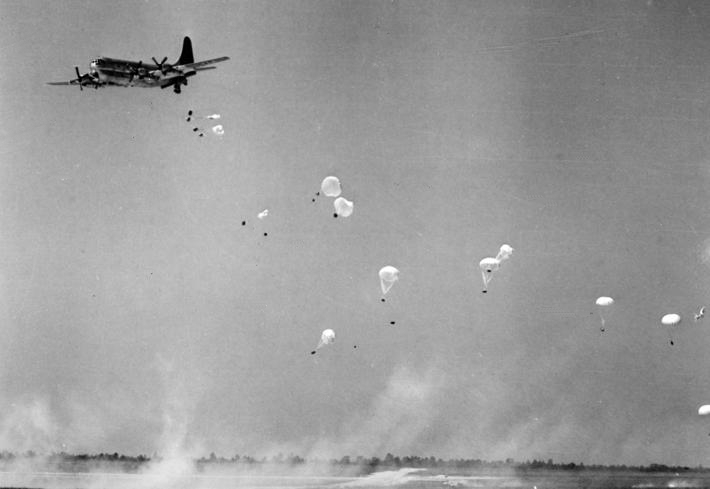
Військово-транспортний літак C-97 Stratofreighter проводить десантування вантажів на демонстрації Президенту США Г.Трумену. 21 квітня 1950
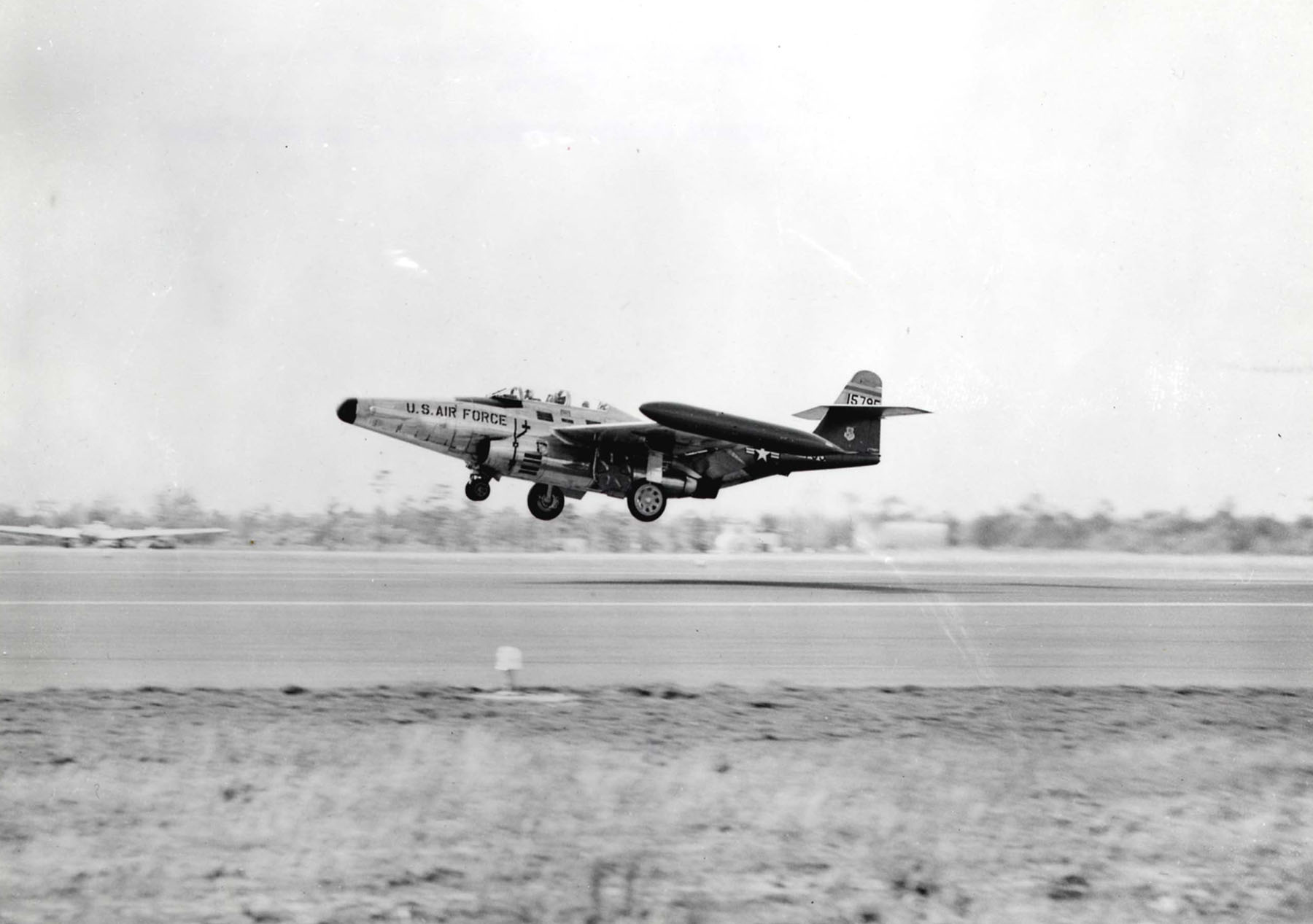
Реактивний винищувач F-89 Scorpion сідає на злітно-посадкову смугу авіабази Еглін.
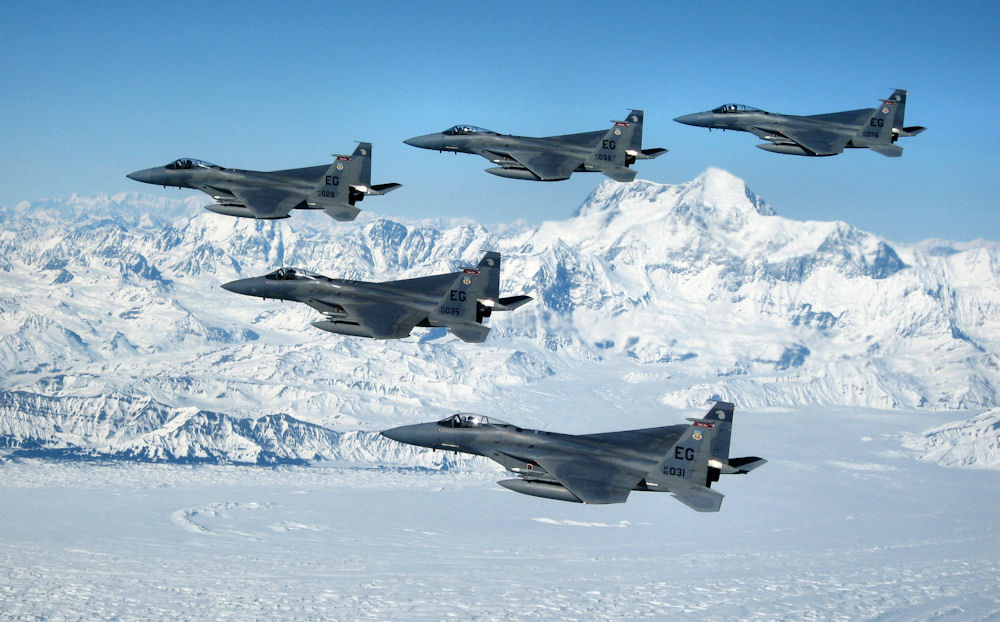
П'ятірка винищувачів F-15C 33-го винищувального крила пролітає понад горами Аляски на навчаннях «Ред Флег Аляска»-07. 28 березня 2007
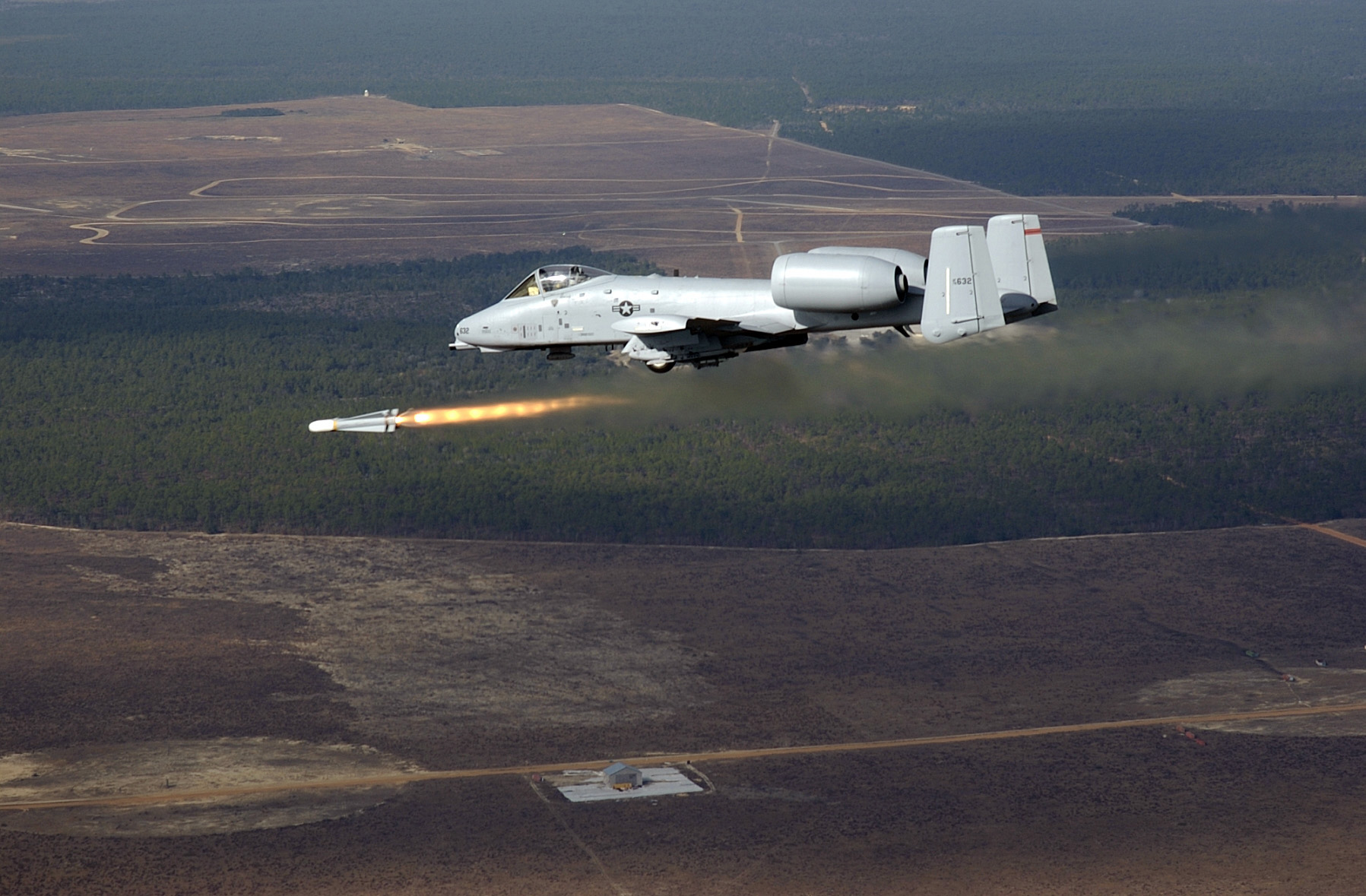
Пуск ракети «повітря-поверхня» AGM-65 Maverick штурмовиком A-10 104-го винищувального крила на полігоні авіабази. 13 січня 2004
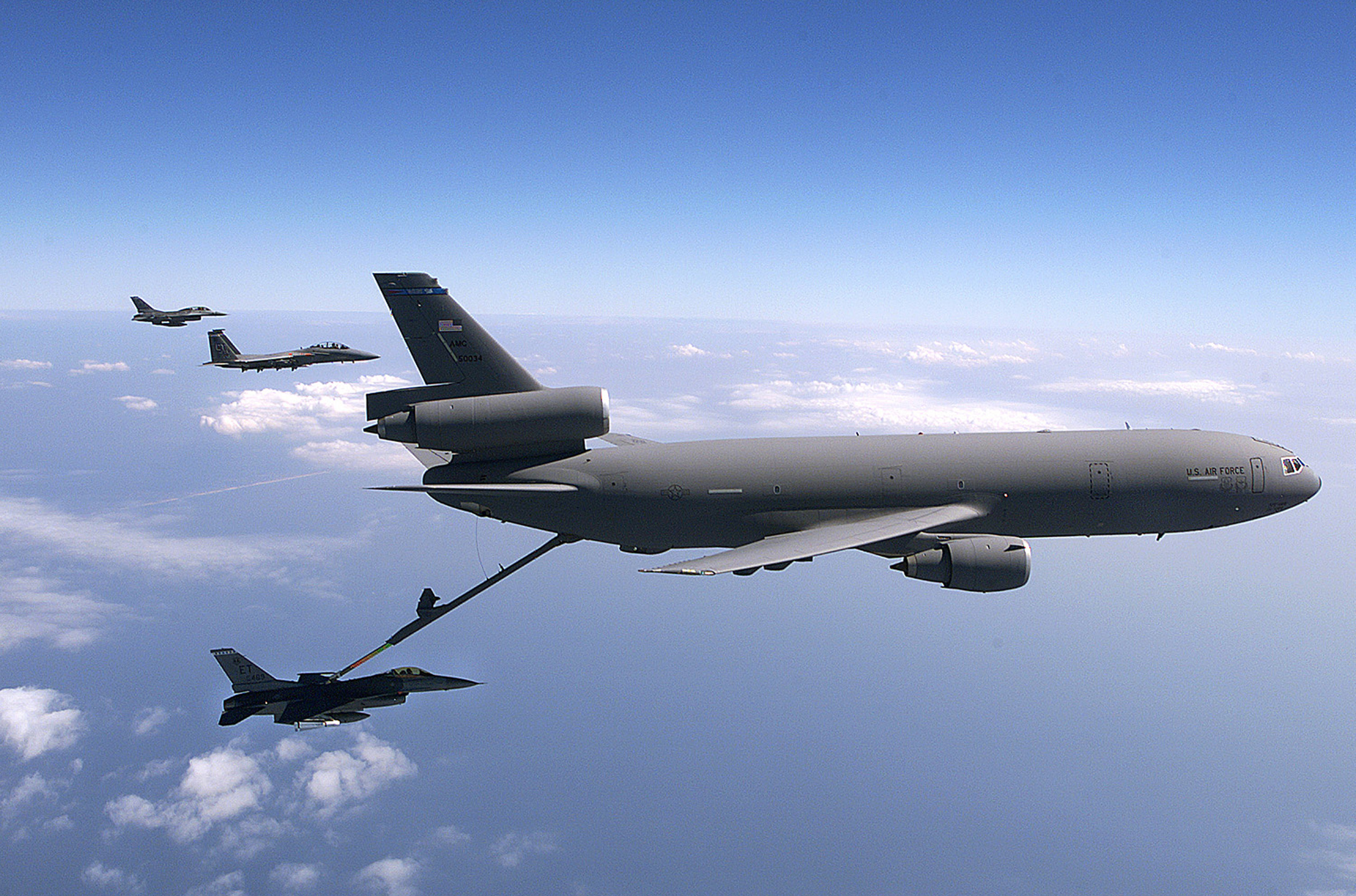
Винищувачі F-16 Fighting Falcon здійснюють дозаправлення у повітрі з літака-танкера KC-10 Extender на демонстраційному показі. 29 жовтня 1999
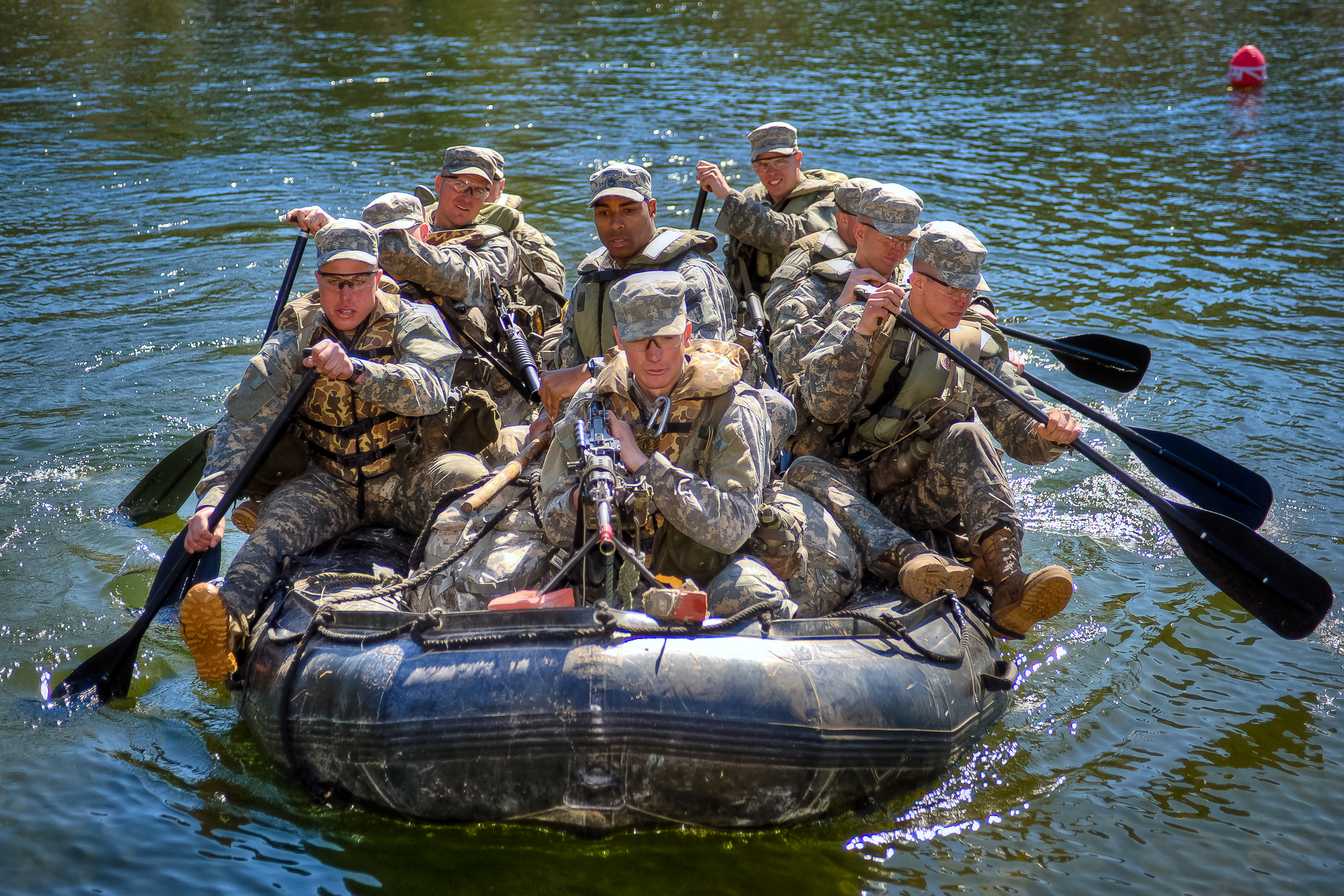
Рейнджери армії США на польових заняттях у Кемп Руддер на авіабазі Еглін. 15 лютого 2011
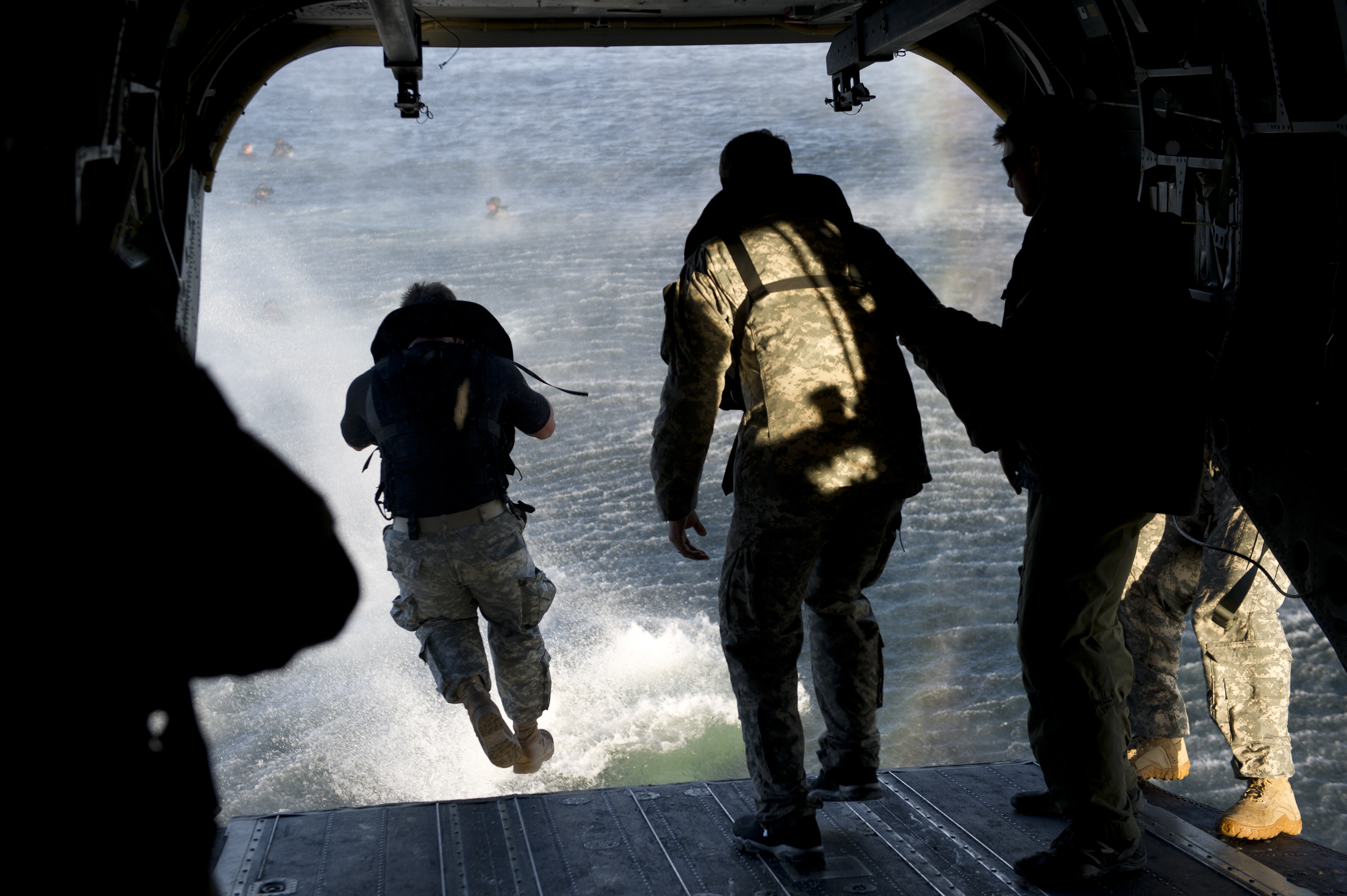
Тренування «Зелених беретів» 7-ї групи спеціальних сил у десантуванні на воду з борту вертольоту CH-47 Chinook. 6 лютого 2013
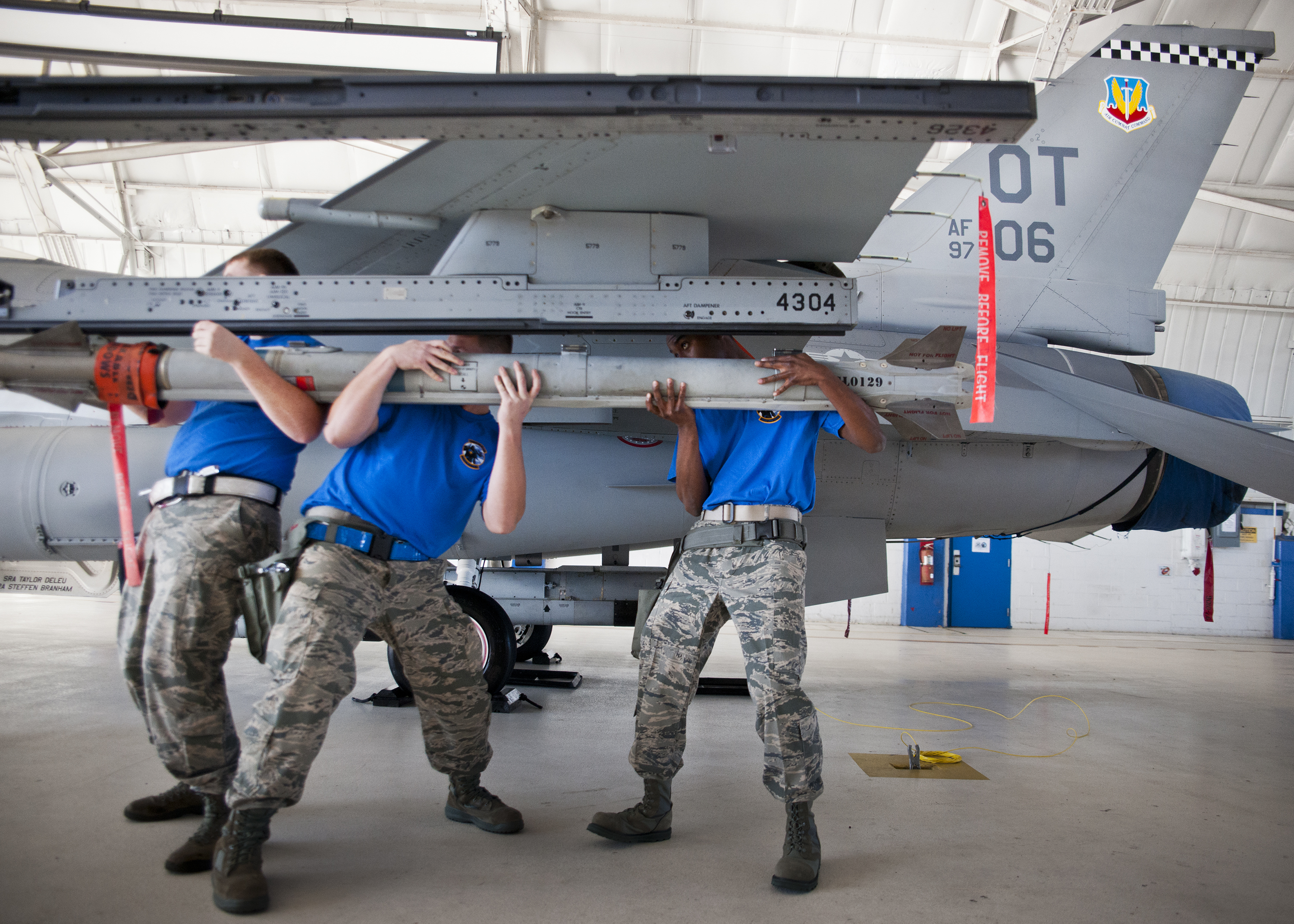
Заняття із завантаження авіаційного озброєння (ракети «повітря-повітря» AIM-9 Sidewinder) на борт винищувача F-15. 5 грудня 2014
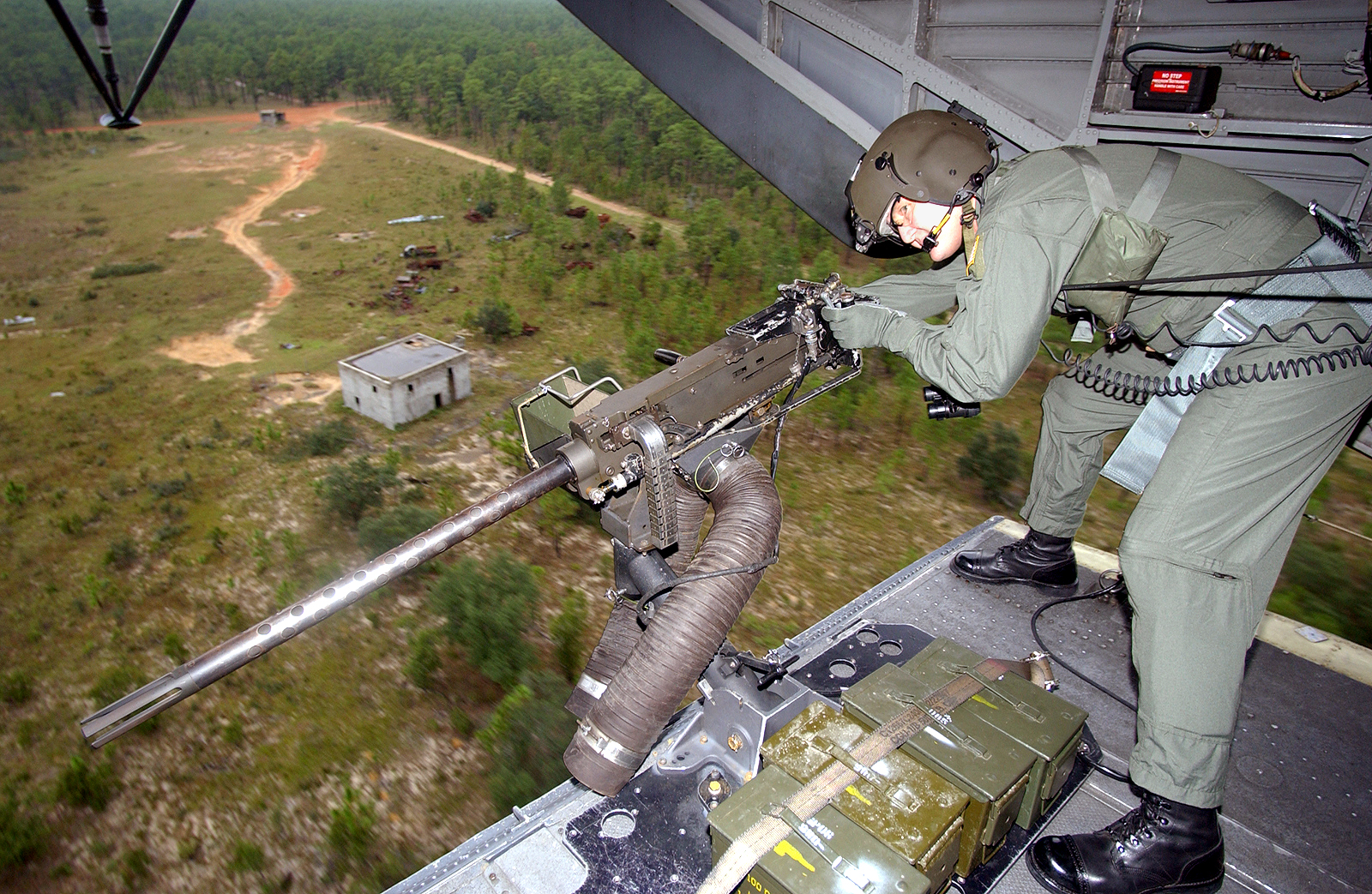
Бортовий стрілець вертольоту MH-53 Pave Low веде вогонь з кулемету M2 Browning по цілях на полігоні. Гарлбарт Філд. 23 вересня 2003
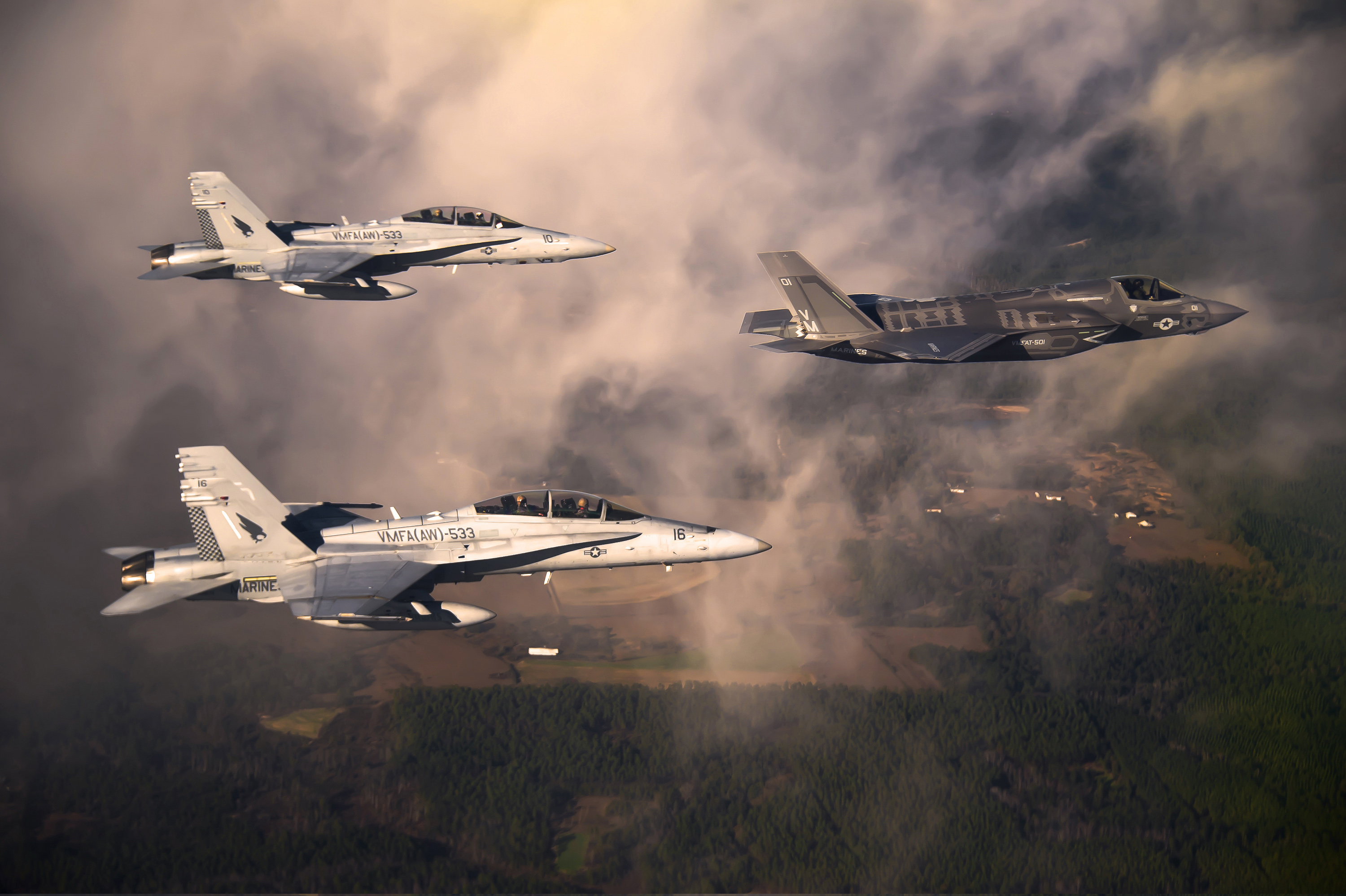
Політ винищувача F-35 Lightning II морської піхоти в супроводі двох F/A-18 Hornet на авіабазу Еглін. 11 січня 2012